# Anabarhynchus modestus
Anabarhynchus modestus är en tvåvingeart som beskrevs av Krober 1932. Anabarhynchus modestus ingår i släktet Anabarhynchus och familjen stilettflugor. Inga underarter finns listade i Catalogue of Life.